# Karl Earl Mundt

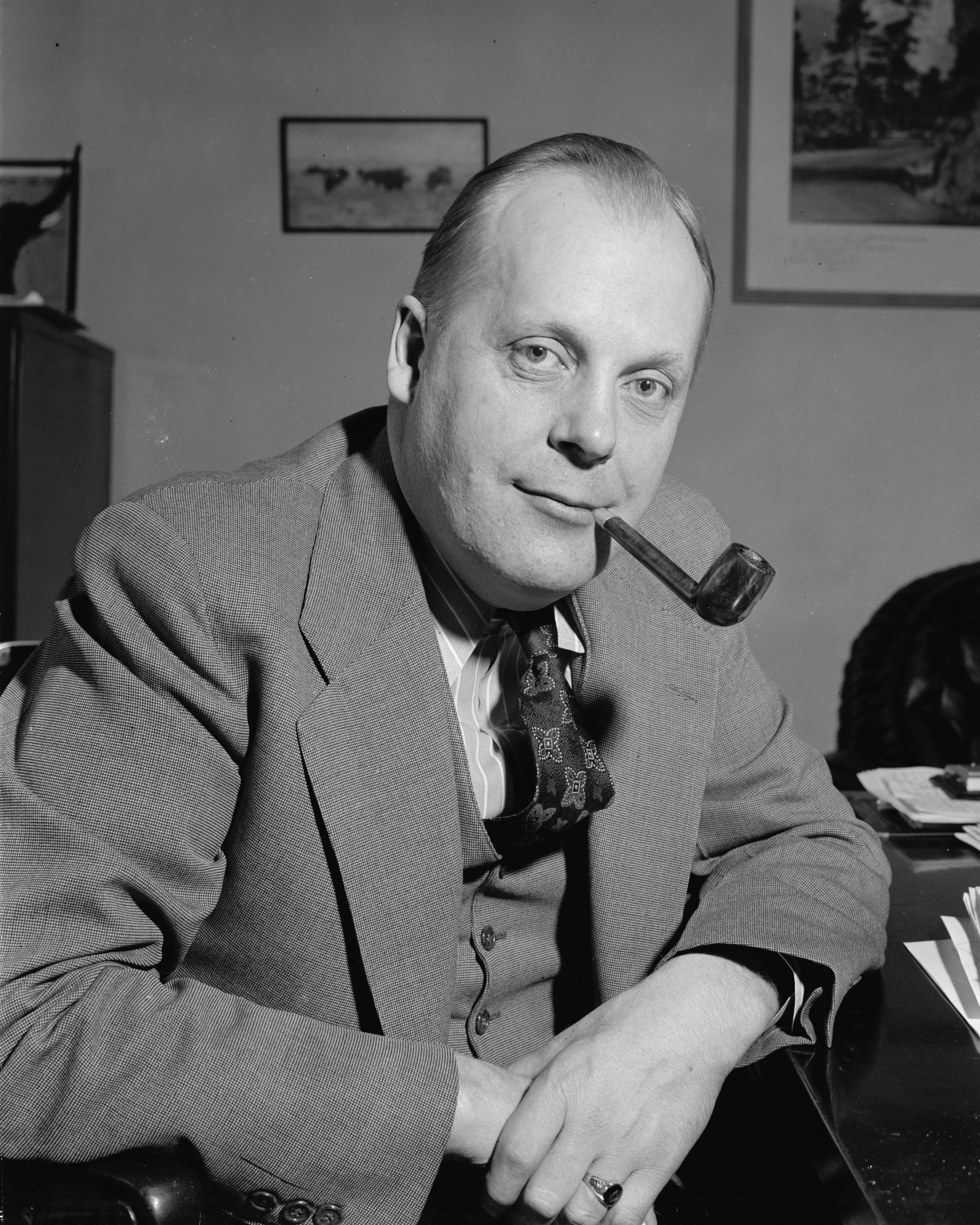
Karl Earl Mundt

Karl Earl Mundt, född 3 juni 1900 i Humboldt, South Dakota, USA, död 16 augusti 1974 i Washington, D.C., var en amerikansk republikansk politiker.
År 1924 gifte han sig med Mary Elizabeth Moses. 1927 utexaminerades båda makarna Mundt med var sin M.A.-examen från Columbia University. 1928-1936 undervisade båda makarna vid Eastern State Normal School (numera Dakota State University).
Han var ledamot av USA:s representanthus 1939-1948. Senator Harlan J. Bushfield från South Dakota avled i oktober 1948 strax före slutet av den sexåriga mandatperioden. Senatorns hustru Vera C. Bushfield utnämndes att komplettera de sista månaderna av mandatperioden. Karl Earl Mundt blev invald i senaten för nästa mandatperiod och eftersom Vera C. Bushfield avgick några dagar före makens mandatperiod slutade, fick Mundt inleda sitt arbete i USA:s senat i slutet av december 1948 som en utnämnd senator några dagar före hans egentliga första mandatperiod som en invald senator började. Mundt blev omvald som senator 1954, 1960 och 1966.
Den 23 november 1969 drabbades senator Mundt av ett svårt slaganfall. Därefter var han oförmögen att delta i senatens arbete, men han fick stanna kvar som senator till slutet av mandatperioden den 3 januari 1973. 1972 fattade senatens republikaner ett beslut att frånta honom hans uppdrag i senatens utskott. Under tiden som senatorn själv inte kunde arbeta, ledde hustrun Mary arbetet för senatorns stab.